# Бек-Алан
Бек-Ала́н (укр. Бек-Алан, крымскотат. Bek Alan, Бек Алан) — маловодная балка (река) в Крыму, на территории городского округа Судак, левый приток реки Салы. Длина водотока 5,4 километра, площадь водосборного бассейна 9,0 км². 
Исток балки, по данным книги «Реки и Озера Крыма», находится на северном склоне Главной гряды Крымских гор, у подножия вершины Биюк-Бурун, далее балка пролегает, в основном, в северном направлении. Согласно справочнику «Поверхностные водные объекты Крыма» у реки 1 безымянный приток длиной менее 5 километров. Бек-Алан впадает в Салы в 13 километрах от устья, у южной окраины села Грушевка. Водоохранная зона реки установлена в 50 м